# Concord Dawn
Concord Dawn är en diskjockeyduo från Auckland i Nya Zeeland bestående av Matthew Harvey och Evan Short (också känd som Kiljoy) som producerar trancestep en subgenere till drum and bass.